# Vestit tradicional bretó

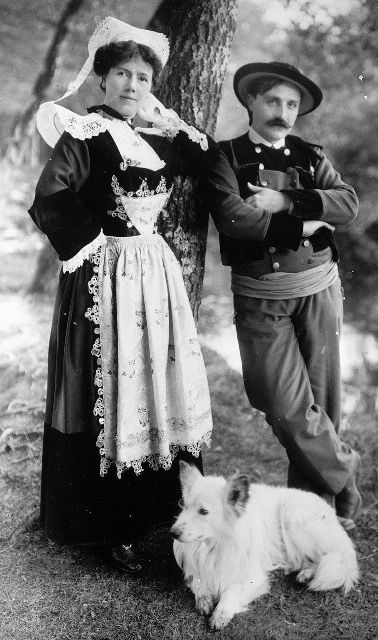
Théodore Botrel i Hélène Lutgen coneguts com « Léna » vestint el vestit tradicional de la comarca de Pont-Aven cap al 1900.

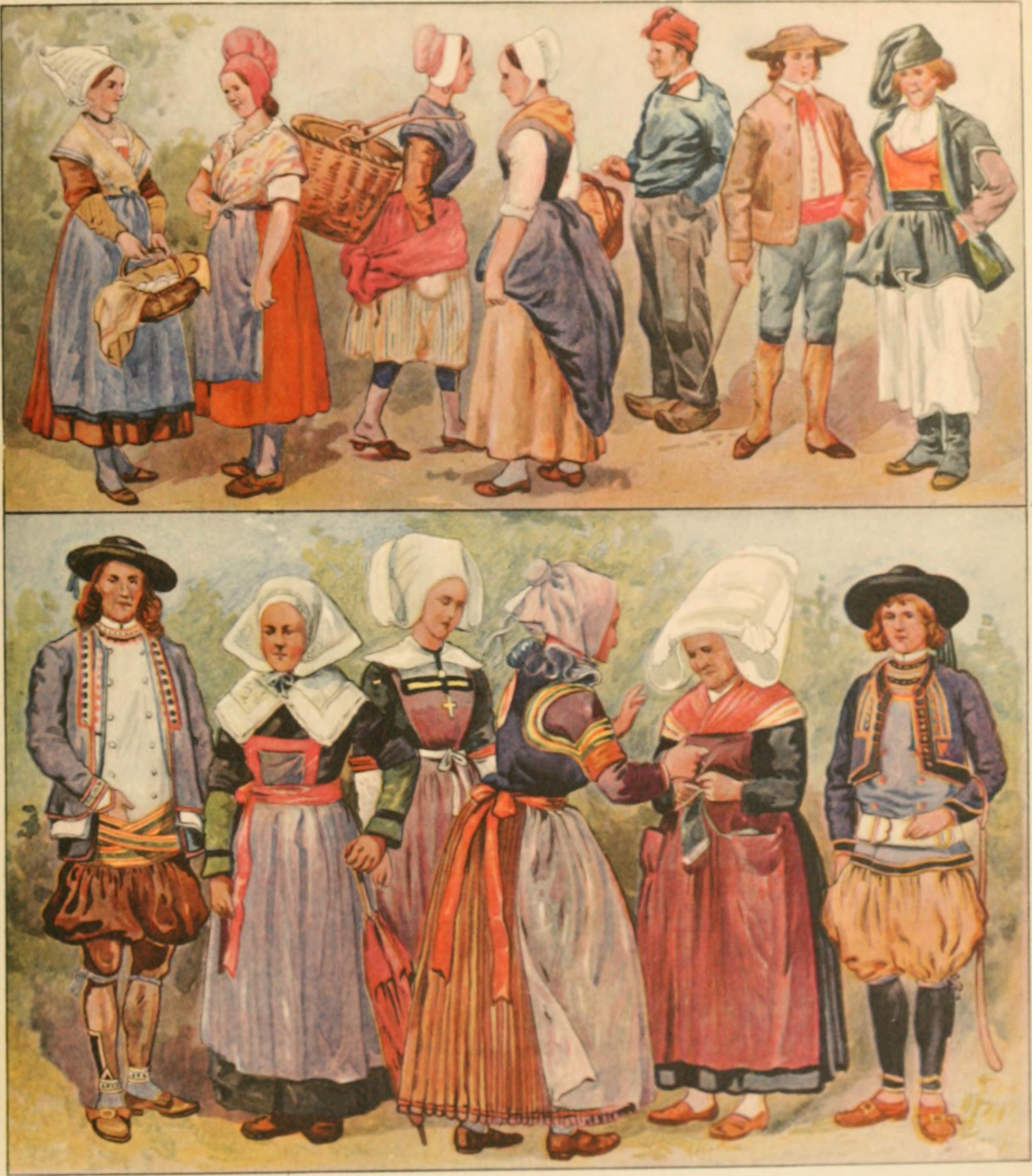
Galeria de vestuari en ús al segle XIX publicat a Geschichte des Kostüms per Adolph Rosenberg (1905)

El vestit bretó designa els diferents models de roba que es porten a Bretanya, de finals del segle XVIII fins a mitjans del segle xx, pagesos, mariners, comerciants, obrers o artesans, tenien tres categories de roba : roba de treball, roba de diumenge i roba de cerimònia. La vestimenta quotidiana presentava menys originalitat encara que també tenia característiques locals o professionals.
El que caracteritza el vestuari bretó és l'existència d'una gran diversitat d'estils, colors i tocats que el vinculen a les arts tèxtils. El vestit està marcat, de fet, per una forta diferenciació espacial a partir del segle XIX, variant de vegades d'un municipi a un altre.
Després del segle xx, l'evolució de la vida social, el desenvolupament del turisme, així com la difusió de les revistes de moda, van provocar un descens de la vestimenta. I el vestit bretó es porta principalment amb motiu d'esdeveniments religiosos excepcionals com els indults, o actes culturals en què participen els cercles celtes. Aleshores parlem de vestit tradicional o folklòric.
Els usos del vestit bretó històric o creat per a representacions escèniques o artístiques han evolucionat, de manera que avui dia, el vestit ha desaparegut de la vida quotidiana. Si bé durant uns dos segles va representar una peça de vestir associada a una forma de vida, avui és una peça escollida pels qui la porten.
Va ser la Revolució Francesa la que va marcar l'aparició de vestits de pagesos, que representaven sobretot una classe social i no una ètnia, que no estava lligada a un origen geogràfic. La moda reflecteix influències estètiques, econòmiques i polítiques europees. De la mateixa manera que hi ha disfresses a la Provença i a altres regions. Transformant la classe camperola, la revolució donarà accés a elements de singularitat i d'enriquiment de la indumentària com ara teixits brodats, cintes, puntes. Es pot dir, segons René Yves Creston, que abans de la revolució no hi havia cap vestit típicament bretó.
Tanmateix, a l'oest de la Bretanya, la distància explica un retard en l'arribada de la indumentària francesa i el manteniment de tradicions de roba més antigues : la moda del segle XVII per a la roba masculina i la roba del segle XVI per a la femenina. Per exemple, per a la roba d'home, l'hàbit francès que era vigent durant els segles XVIII i XIX era el dels pantalons descrits en bretó com bragù berr. Mentre que la moda del segle XVII era coneguda també com el Renaixement bretó, en el cas dels calçons, a la mateixa època, a la Bretanya, descrit com bragù bras. Els estils propis de la moda parisenca van romandre més temps a la Bretanya.
Els teixits utilitzats per a aquesta roba són teles d'origen artesanal, generalment filades per dones i teixides per artesans del poble, però la mà d'obra és modesta i la indumentària és principalment utilitària, amb poc ornament. La roba de diumenge i cerimonial és negra i la roba de treball és de droguet.
El tocat és un atribut de la roba femenina molt estès per tot Europa. Compost per un capell i una visera envolantada (coiffe bigoudène). El gust per la distinció ha donat lloc a una gran varietat de formes i estils, des de propostes senzilles a fantasies creatives. De la mateixa manera que s'ha diversificat l'art del barret, per a la indumentària masculina, composta sempre per una vora i una base (chapeau breton). Trobem elements de tocats antics en els vestuaris de les monges. Aquest és particularment el cas de l'orde de les Germanes de l'Esperit Sant (les “ Germanes blanques ") i la de l'orde de les Monges Grises en particular l'hàbit de la qual és el de les pageses del segle XVII.